# Solitudine (film 1941)
Solitudine è un film del 1941 diretto da Livio Pavanelli.

## Produzione
Il film venne girato negli stabilimenti romani del S.A.F.A. Palatino.

## Distribuzione
Il film venne distribuito nel circuito cinematografico il 25 dicembre del 1941.